# Ronde van Groot-Brittannië 2022
De 81e editie van de wielerwedstrijd Ronde van Groot-Brittannië vond in 2022 plaats van 4 tot en met 11 september. De start was in Aberdeen en de finish was gepland op Wight. De wedstrijd werd echter na de vijfde etappe gestaakt op 8 september vanwege het overlijden van koningin Elizabeth II. De westrijd werd voltooid verklaard na deze vijfde etappe en zo werd de titelhouder Wout van Aert opgevolgd door de Spanjaard Gonzalo Serrano. De ronde was onderdeel van de UCI ProSeries, in de categorie 2.Pro.

## Deelname
Er nemen 5 UCI WorldTeams, 6 professionele continentale teams, 6 continentale teams en één nationale selectie deel.
| WorldTour                                                                  | ProContinentaal | Continentaal                                                                                    | Nationale selectie  |
| -------------------------------------------------------------------------- | --- | ----------------------------------------------------------------------------------------------- | ------------------- |
| BORA-hansgrohe INEOS Grenadiers Israel-Premier Tech Movistar Team Team DSM | Bardiani-CSF-Faizanè Bingoal Pauwels Sauces WB Caja Rural-Seguros RGA Human Powered Health Sport Vlaanderen-Baloise Uno-X Pro Cycling Team | Global 6 Cycling Ribble Weldtite Pro Cycling Saint Piran Team Qhubeka Trinity Racing WiV SunGod | Verenigd Koninkrijk |

## Etappe-overzicht
| Etappe | Datum        | Start          | Finish                  | Type       | Afstand  | Winnaar         | Klassementsleider |
| ------ | ------------ | -------------- | ----------------------- | ---------- | -------- | --------------- | ----------------- |
| 1      | 4 september  | Aberdeen       | Glenshee Ski Centre     | Heuvelrit  | 181,3 km | Corbin Strong   | Corbin Strong     |
| 2      | 5 september  | Hawick         | Duns                    | Heuvelrit  | 175,2 km | Cees Bol        | Corbin Strong     |
| 3      | 6 september  | Durham         | Sunderland              | Heuvelrit  | 163,6 km | Kamiel Bonneu   | Benjamin Perry    |
| 4      | 7 september  | Redcar         | Duncombe Park, Helmsley | Heuvelrit  | 149,5 km | Gonzalo Serrano | Gonzalo Serrano   |
| 5      | 8 september  | West Bridgford | Mansfield               | Vlakke rit | 186,8 km | Jordi Meeus     | Gonzalo Serrano   |
| 6      | 9 september  | Tewkesbury     | Gloucester              | Heuvelrit  | 170,9 km |                 |                   |
| 7      | 10 september | West Bay       | Ferndown                | Heuvelrit  | 175,9 km |                 |                   |
| 8      | 11 september | Ryde           | The Needles (Wight)     | Heuvelrit  | 148,9 km |                 |                   |

## Etappe-uitslagen

### Eerste etappe
| Aberdeen – Glenshee Ski Centre (181,3 km) |                            |                           |            |
| Plaats                                    | Naam                       | Ploeg                     | Tijd       |
| 1                                         | Corbin Strong              | Israel-Premier Tech       | 4h 36' 27" |
| 2                                         | Omar Fraile                | INEOS Grenadiers          | z.t.       |
| 3                                         | Anders Halland Johannessen | Uno-X Pro Cycling Team    | z.t.       |
| 4                                         | Gonzalo Serrano            | Movistar Team             | z.t.       |
| 5                                         | Tom Pidcock                | INEOS Grenadiers          | z.t.       |
| 6                                         | Dylan Teuns                | Israel-Premier Tech       | z.t.       |
| 7                                         | Filippo Fiorelli           | Bardiani-CSF-Faizanè      | z.t.       |
| 8                                         | Oscar Onley                | Team DSM                  | z.t.       |
| 9                                         | Anthon Charmig             | Uno-X Pro Cycling Team    | z.t.       |
| 10                                        | Filippo Zana               | Bardiani-CSF-Faizanè      | z.t.       |
|                                           |                            |                           |            |
| 12                                        | Mathijs Paasschens         | Bingoal Pauwels Sauces WB | z.t.       |

### Tweede etappe
| Hawick – Duns (175,2 km) |                       |                           |            |
| Plaats                   | Naam                  | Ploeg                     | Tijd       |
| 1                        | Cees Bol              | Team DSM                  | 4h 08' 35" |
| 2                        | Jake Stewart          | Verenigd Koninkrijk       | z.t.       |
| 3                        | Corbin Strong         | Israel-Premier Tech       | z.t.       |
| 4                        | Stanisław Aniołkowski | Bingoal Pauwels Sauces WB | z.t.       |
| 5                        | Luke Lamperti         | Trinity Racing            | z.t.       |
| 6                        | Kenneth Van Rooy      | Sport Vlaanderen-Baloise  | z.t.       |
| 7                        | Tom Pidcock           | INEOS Grenadiers          | z.t.       |
| 8                        | Eduard Prades         | Caja Rural-Seguros RGA    | z.t.       |
| 9                        | Jim Brown             | WiV SunGod                | z.t.       |
| 10                       | Martin Marcellusi     | Bardiani-CSF-Faizanè      | z.t.       |

### Derde etappe
| Durham – Sunderland (163,6 km) |                      |                           |            |
| Plaats                         | Naam                 | Ploeg                     | Tijd       |
| 1                              | Kamiel Bonneu        | Sport Vlaanderen-Baloise  | 4h 05' 33" |
| 2                              | Benjamin Perry       | WiV SunGod                | z.t.       |
| 3                              | Alexandar Richardson | Saint Piran               | + 2"       |
| 4                              | Mathijs Paasschens   | Bingoal Pauwels Sauces WB | + 4"       |
| 5                              | Jordi Meeus          | BORA-hansgrohe            | + 7"       |
| 6                              | Jake Stewart         | Verenigd Koninkrijk       | z.t.       |
| 7                              | Samuel Watson        | Verenigd Koninkrijk       | z.t.       |
| 8                              | Gonzalo Serrano      | Movistar Team             | z.t.       |
| 9                              | Marius Mayrhofer     | Team DSM                  | z.t.       |
| 10                             | Kenneth Van Rooy     | Sport Vlaanderen-Baloise  | z.t.       |

### Vierde etappe
| Redcar – Duncombe Park (149,5 km) |                    |                           |            |
| Plaats                            | Naam               | Ploeg                     | Tijd       |
| 1                                 | Gonzalo Serrano    | Movistar Team             | 3h 40' 38" |
| 2                                 | Tom Pidcock        | INEOS Grenadiers          | z.t.       |
| 3                                 | Dylan Teuns        | Israel-Premier Tech       | z.t.       |
| 4                                 | Omar Fraile        | INEOS Grenadiers          | + 1"       |
| 5                                 | Mathijs Paasschens | Bingoal Pauwels Sauces WB | + 13"      |
| 6                                 | Samuel Watson      | Verenigd Koninkrijk       | z.t.       |
| 7                                 | Kenneth Van Rooy   | Sport Vlaanderen-Baloise  | z.t.       |
| 8                                 | Enrico Battaglin   | Bardiani-CSF-Faizanè      | z.t.       |
| 9                                 | Jack Rootkin-Gray  | Saint Piran               | z.t.       |
| 10                                | Corbin Strong      | Israel-Premier Tech       | z.t.       |

### Vijfde etappe
| West Bridgford – Mansfield (186,8 km) |                       |                           |            |
| Plaats                                | Naam                  | Ploeg                     | Tijd       |
| 1                                     | Jordi Meeus           | BORA-hansgrohe            | 4h 21' 46" |
| 2                                     | Stanisław Aniołkowski | Bingoal Pauwels Sauces WB | z.t.       |
| 3                                     | Tom Pidcock           | INEOS Grenadiers          | z.t.       |
| 4                                     | Samuel Watson         | Verenigd Koninkrijk       | z.t.       |
| 5                                     | Aaron Van Poucke      | Sport Vlaanderen-Baloise  | z.t.       |
| 6                                     | Nicolò Parisini       | Team Qhubeka              | z.t.       |
| 7                                     | Martin Marcellusi     | Bardiani-CSF-Faizanè      | z.t.       |
| 8                                     | Filippo Fiorelli      | Bardiani-CSF-Faizanè      | z.t.       |
| 9                                     | Corbin Strong         | Israel-Premier Tech       | z.t.       |
| 10                                    | Jim Brown             | WiV SunGod                | z.t.       |
|                                       |                       |                           |            |
| 36                                    | Mathijs Paasschens    | Bingoal Pauwels Sauces WB | + 26"      |

## Eindklassementen

### Algemeen klassement
| Plaats    | Naam               | Ploeg                     | Tijd        |
| --------- | ------------------ | ------------------------- | ----------- |
| Gele trui | Gonzalo Serrano    | Movistar Team             | 20h 53' 01" |
| 2         | Tom Pidcock        | INEOS Grenadiers          | + 3"        |
| 3         | Omar Fraile        | INEOS Grenadiers          | + 7"        |
| 4         | Benjamin Perry     | WiV SunGod                | z.t.        |
| 5         | Dylan Teuns        | Israel-Premier Tech       | + 10"       |
| 6         | Corbin Strong      | Israel-Premier Tech       | + 14"       |
| 7         | Mathijs Paasschens | Bingoal Pauwels Sauces WB | + 17"       |
| 8         | Jake Stewart       | Verenigd Koninkrijk       | + 22"       |
| 9         | Alessandro Iacchi  | Team Qhubeka              | + 24"       |
| 10        | Magnus Sheffield   | INEOS Grenadiers          | z.t.        |

### Puntenklassement
| Plaats      | Naam               | Ploeg                     | Punten |
| ----------- | ------------------ | ------------------------- | ------ |
| Groene trui | Tom Pidcock        | INEOS Grenadiers          | 47     |
| 2           | Corbin Strong      | Israel-Premier Tech       | 44     |
| 3           | Gonzalo Serrano    | Movistar Team             | 35     |
|             |                    |                           |        |
| 6           | Mathijs Paasschens | Bingoal Pauwels Sauces WB | 27     |
| 7           | Jordi Meeus        | BORA-hansgrohe            | 26     |

### Bergklassement
| Plaats    | Naam               | Ploeg                     | Punten |
| --------- | ------------------ | ------------------------- | ------ |
| Rode trui | Mathijs Paasschens | Bingoal Pauwels Sauces WB | 29     |
| 2         | Jacob Scott        | WiV SunGod                | 28     |
| 3         | Tom Pidcock        | INEOS Grenadiers          | 25     |
|           |                    |                           |        |
| 6         | Kamiel Bonneu      | Sport Vlaanderen-Baloise  | 20     |

### Ploegenklassement
| Plaats | Naam                     | Tijd        |
| ------ | ------------------------ | ----------- |
| 1      | INEOS Grenadiers         | 62h 40' 02" |
| 2      | Israel-Premier Tech      | + 12"       |
| 3      | Sport Vlaanderen-Baloise | + 18"       |
|        |                          |             |
| 6      | Team DSM                 | + 25"       |

## Klassementenverloop
| Etappe       | Winnaar         | Algemeen klassement · | Bergklassement ·   | Puntenklassement · | Ploegenklassement        |
| ------------ | --------------- | --------------------- | ------------------ | ------------------ | ------------------------ |
| 1            | Corbin Strong   | Corbin Strong         | Stephen Bassett    | Corbin Strong      | Uno-X Pro Cycling Team   |
| 2            | Cees Bol        | Corbin Strong         | Jacob Scott        | Corbin Strong      | Sport Vlaanderen-Baloise |
| 3            | Kamiel Bonneu   | Benjamin Perry        | Jacob Scott        | Corbin Strong      | Sport Vlaanderen-Baloise |
| 4            | Gonzalo Serrano | Gonzalo Serrano       | Mathijs Paasschens | Corbin Strong      | INEOS Grenadiers         |
| 5            | Jordi Meeus     | Gonzalo Serrano       | Mathijs Paasschens | Tom Pidcock        | INEOS Grenadiers         |
| 0Eindstanden | 0Eindstanden    | Gonzalo Serrano       | Mathijs Paasschens | Tom Pidcock        | INEOS Grenadiers         |

1987 · 
1988 · 
1989 · 
1990 · 
1991 · 
1992 · 
1993 · 
1994 · 
1995 · 
1996 · 
1997 · 
1998 · 
1999 · 
2000 · 
2001 · 
2002 · 
2003 · 
2004 · 
2005 · 
2006 · 
2007 · 
2008 · 
2009 · 
2010 · 
2011 · 
2012 · 
2013 · 
2014 · 
2015 · 
2016 ·
2017 · 
2018 ·
2019 ·
2020 · 
2021 · 
2022 · 
2023 · 
2024 ·